# Єттем (Каліфорнія)
Єттем (англ. Yettem) — переписна місцевість (CDP) в США, у окрузі Туларе штату Каліфорнія. Населення — 201 особа (2020).

## Географія
Єттем розташований за координатами 36°29′12″ пн. ш. 119°15′18″ зх. д. / 36.48667° пн. ш. 119.25500° зх. д. (36.486533, -119.254885).  За даними Бюро перепису населення США в 2010 році переписна місцевість мала площу 0,40 км², уся площа — суходіл.

## Демографія
Згідно з переписом 2010 року, у переписній місцевості мешкало 211 особа в 51 домогосподарстві у складі 45 родин. Густота населення становила 531 особа/км².  Було 62 помешкання (156/км²).
Расовий склад населення:
| - 22,7 % — білих - 2,4 % — чорних або афроамериканців - 70,1 % — осіб інших рас |

До двох чи більше рас належало 4,7 %. Частка іспаномовних становила 94,3 % від усіх жителів.
За віковим діапазоном населення розподілялося таким чином: 37,0 % — особи молодші 18 років, 58,3 % — особи у віці 18—64 років, 4,7 % — особи у віці 65 років та старші. Медіана віку мешканця становила 23,8 року. На 100 осіб жіночої статі у переписній місцевості припадало 119,8 чоловіків;  на 100 жінок у віці від 18 років та старших — 121,7 чоловіків також старших 18 років.
Цивільне працевлаштоване населення становило 149 осіб. Основні галузі зайнятості: гуртова торгівля — 55,0 %, сільське господарство, лісництво, риболовля — 19,5 %.